# Dmitri Nikolajewitsch Kosak

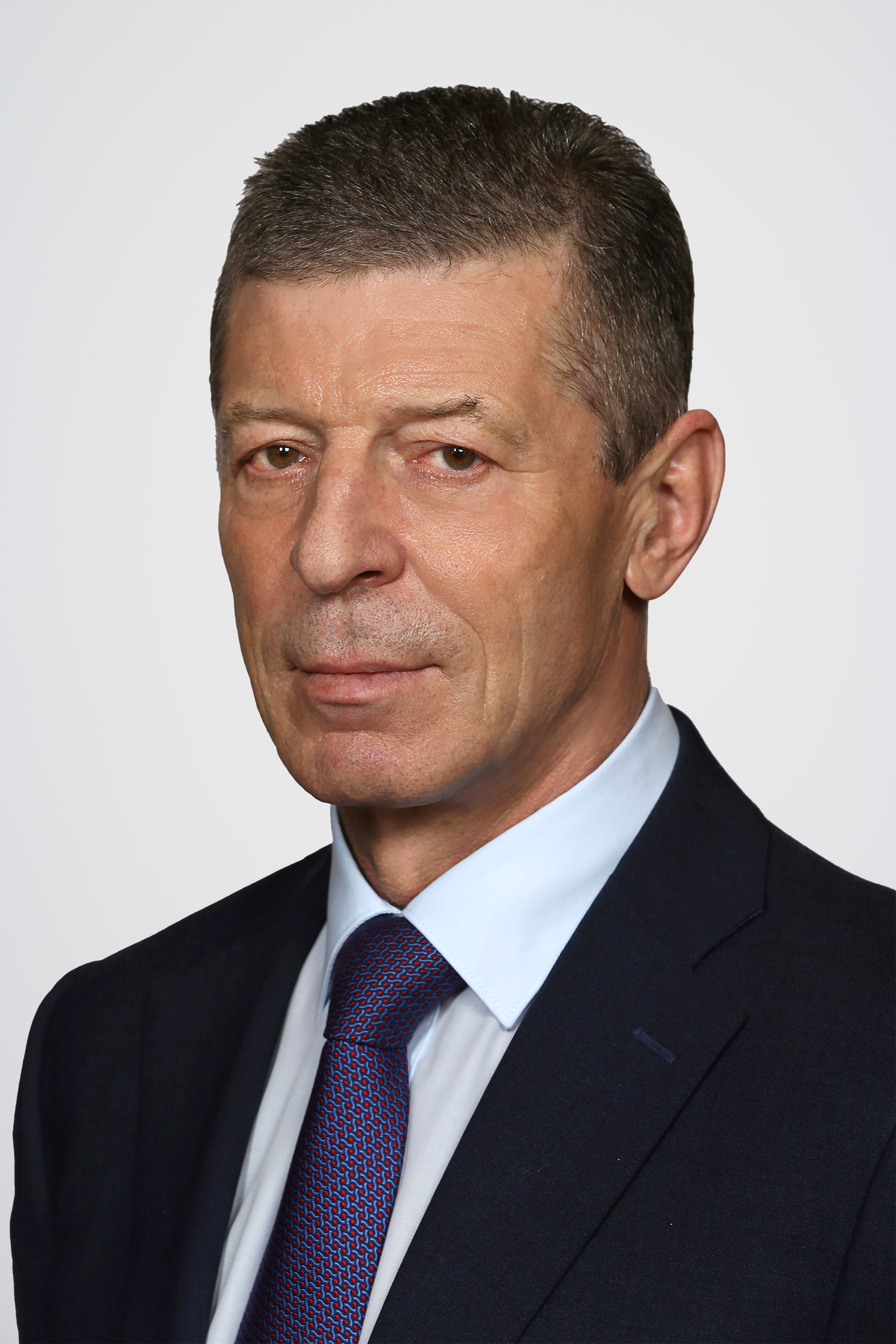
Dmitri Kosak (2018)

Dmitri Nikolajewitsch Kosak (russisch Дмитрий Николаевич Козак; * 7. November 1958 in Bandurowo, Oblast Kirowohrad, Ukrainische SSR, Sowjetunion) ist ein russischer Politiker. Seit Januar 2020 ist er stellvertretender Stabschef des Kremls. 
Von Oktober 2008 bis Januar 2020 ist er Vize-Ministerpräsident der Regierung der Russischen Föderation. Kosaks wichtigste Aufgabe in diesem Amt war die Koordination der Vorbereitungen für die Olympischen Winterspiele 2014 in Sotschi.

## Leben
Kosak schloss 1985 ein Jura-Studium an der Universität Leningrad erfolgreich ab. Er gilt als enger Vertrauter des russischen Präsidenten Wladimir Putin, mit dem er bereits in den 1990er Jahren in der Sankt Petersburger Stadtverwaltung zusammengearbeitet hat.
Ab dem Jahr 2000 war er als erster Vizechef des russischen Präsidialamtes zuständig für die Verwaltungsreform, die Gerichtsreform und die Reform der örtlichen Selbstverwaltung. 2000 wurde Kosak zum Wirklicher Staatsrat 1. Klasse der Russischen Föderation befördert.
Kosak ist Verfasser des nach ihm benannten Kosak-Memorandums, einem Entwurf für eine Föderalisierung Moldaus zu den Bedingungen Russlands. Dieser Entwurf wurde von Moldau umgehend abgelehnt.
Im März 2004 wurde Kosak Leiter des Regierungsapparates im Rang eines Ministers. Er war bei den russischen Präsidentschaftswahlen 2004 verantwortlich für den Wahlkampf von Wladimir Putin.
Seit September 2004 war er der bevollmächtigte Präsidentenvertreter im Föderationskreis Südrussland. In einem in der Presse veröffentlichten Bericht an Putin beklagte Kosak im Juni 2005 Misswirtschaft und Korruption vor allem in den Teilrepubliken Dagestan und Tschetschenien.
Im September 2007 kehrte er als Minister für Regionalentwicklung in das Kabinett zurück und seit Oktober 2008 ist er Vize-Ministerpräsident. Seine ausdrücklich wichtigste Aufgabe in diesem Amt war die Vorbereitung der Olympischen Winterspiele 2014 in Sotschi. Kosak gilt in Russland als politisch vielseitig einsetzbarer „Feuerwehrmann“ mit sehr guten Managementfähigkeiten.
Am 29. April 2014 wurde Kosak infolge der russischen Annexion der Krim auf eine Boykottliste der Europäischen Union gesetzt.
Wladimir Putin gab am 18. Februar 2020 bekannt, dass Kosak neuer Beauftragter der Präsidialverwaltung für die Ukraine sein wird; er löste in diesem Amt Wladislaw Surkow ab. Zwei Jahre später wurde die Ukraine am 24. Februar 2022 überfallen. Nach einem Pressebericht aus dem September 2022 wurde eine von Kosak ausgehandelte mögliche Vereinbarung mit der ukrainischen Regierung zur Abwendung bzw. Beendigung des Krieges von Putin abgelehnt.